# La Nouvelle Rauracienne
La Nouvelle Rauracienne, ossia La Nuova Rauracica è l'inno ufficiale della Repubblica e Canton Giura, in Svizzera. Il testo è opera di Xavier Stockmar e Roland Béguelin, mentre il brano fu composto dal maestro M. Beuchat. L'inno fa riferimento all'antica Repubblica Rauracica.

## Testo
Du lac de Bienne aux portes de la France

l'espoir mûrit dans l'ombre des cités;

de nos cœurs monte un chant de délivrance,

notre drapeau sur les monts a flotté!

Vous qui veillez au sort de la Patrie,

brisez les fers d'un injuste destin!
Unissez-vous, fils de la Rauracie et donnez-vous la main, et donnez-vous la main! 

Unissez-vous, fils de la Rauracie et donnez-vous la main, et donnez-vous la main!
Si l'ennemi de notre indépendance

dans nos vallons veut imposer sa loi,

que pour lutter chacun de nous s'élance

et dans ses rangs jette le désarroi!

D'un peuple libre au sein de l'Helvétie

notre passé nous montre le chemin.
Unissez-vous, fils de la Rauracie et donnez-vous la main, et donnez-vous la main! 

Unissez-vous, fils de la Rauracie et donnez-vous la main, et donnez-vous la main!
Le ciel fera germer notre semence,

marchons joyeux, c'est l'heure du Jura!

Demain nos cris, nos chansons et nos danses

célébreront la fin de nos combats,

et dans la gloire au matin refleurie

nous chanterons un hymne souverain.  
Unissez-vous, fils de la Rauracie et donnez-vous la main, et donnez-vous la main! 

Unissez-vous, fils de la Rauracie et donnez-vous la main, et donnez-vous la main!

## Cronologia
- 1830 La Rauracienne (La Rauracica) è intonata per la prima volta in occasione di un raduno dell'opposizione liberale a Porrentruy
- 1950 A seguito di alcune modifiche alla versione originale di Roland Béguelin, massimo esponente della lotta indipendentista, l'inno è ribattezzato La nouvelle Rauracienne (La nuova Rauracica)
- 21 giugno 1990 La nouvelle Rauracienne è proclamata Hymne officiel de la République et Canton du Jura (Inno ufficiale della Repubblica e Cantone Giura)